# Robert Trujillo
Robert Trujillo (nome artístico de Roberto Agustín Miguel Santiago Samuel Trujillo Veracruz; Santa Mônica, Califórnia, 23 de outubro de 1964) é um baixista e compositor estadunidense, conhecido mundialmente por sua atuação na banda de heavy metal Metallica. Anteriormente tocou com bandas como Suicidal Tendencies, Infectious Grooves, Mass Mental, Jerry Cantrell, Black Label Society e Ozzy Osbourne, até entrar para o Metallica, em 2003. A audição que o fez entrar para o Metallica, pode ser vista no DVD Some Kind of Monster. Os integrantes do Metallica mostraram-se impressionados com a sua apresentação e habilidade, e ele foi contratado antes da turnê do disco St. Anger ser lançada.

## Biografia
A carreira de Trujillo começou quando ele conheceu Mike Muir e Rocky George da banda Suicidal Tendencies. Ele mostrou que sabe dançar como um sibang com bom domínio do contrabaixo e tocou com o grupo por um período considerável. Seu estilo e talento foram apreciados pela banda que o levou como baixista. Na década de noventa Muir e Trujillo começaram o funk rock, com a banda ''Infectious Grooves''. Robert foi baixista do grupo durante vários anos até que ele deixou a banda, e se juntou com Ozzy Osbourne. Lá ele permaneceu até 2003, quando foi convidado para participar da grande e famosa banda de thrash metal estadunidense, Metallica. A banda não era desconhecida para Trujillo. Ele a conheceu antes, quando sua banda estava abrindo um show do Metallica, em 1994 no Summer Shad Tour.
Ao entrar no Metallica,  foi-lhe oferecida a quantia de US$ 1.000.000. Segundo Lars Ulrich, ele queria mostrar o quão boa era a presença de Robert no grupo. Apesar de participar da versão em DVD de St. Anger, quem gravou o baixo no disco  foi  Bob Rock, que também foi o produtor  e engenheiro de áudio do álbum.
Robert Trujillo trabalhou nos álbuns Death Magnetic, Lulu (álbum de Lou Reed e Metallica), Hardwired…To Self-Destruct e no mais recente 72 Seasons do Metallica.

## Equipamentos
Com o Metallica ele costuma ser visto mais frequentemente tocando um baixo Fernandes Gravity, de 5 cordas, em especial um modelo com um acabamento de prata, com decalques de azul flamejante, e captadores EMG. Em 2010, passou a usar também um modelo com sua assinatura, o Streamer Robert Trujillo, da alemã Warwick, em versões de 4 e 5 cordas. Também tem outro baixo customizado com sua assinatura, o Sonus RT, manufacturado pela Zon Guitars. Antes do Metallica, era mais visto tocando baixos das marcas Tobias, ESP e Musicman (todos de 5 cordas), bem como um Fender Precision Bass, ao tocar com o Black Label Society e Ozzy Osbourne. Trujillo também foi visto recentemente em shows tocando um Yamaha TRB5-P2 de 5 cordas, um Rickenbacker 4001/4003 verde de 4 cordas, customizado, com captadores EMG; além de modelos clássicos Precision Bass e Jazz Bass, ambos da Fender. Para a amplificação, usa amplificadores e caixas da Ampeg. Trujillo também colaborou recentemente com Jim Dunlop para criar suas próprias cordas: a série Icon, de aço inoxidável, nas espessuras 45-130 (5 cordas). Trujillo usa um pedal de wah wah Mark Tremonti, da Morley, em canções como "For Whom the Bell Tolls", "The Call of Ktulu" e "Orion".
De acordo com um artigo publicado recentemente na revista Bass Player a pedaleira de Trujillo consiste de um Electro Harmonix Q-Tron, um SansAmp Bass Driver DI, um Sansamp XXL e um Boss OC-2.

## Discografia
Black Label Society
- 1919 Eternal - 2002

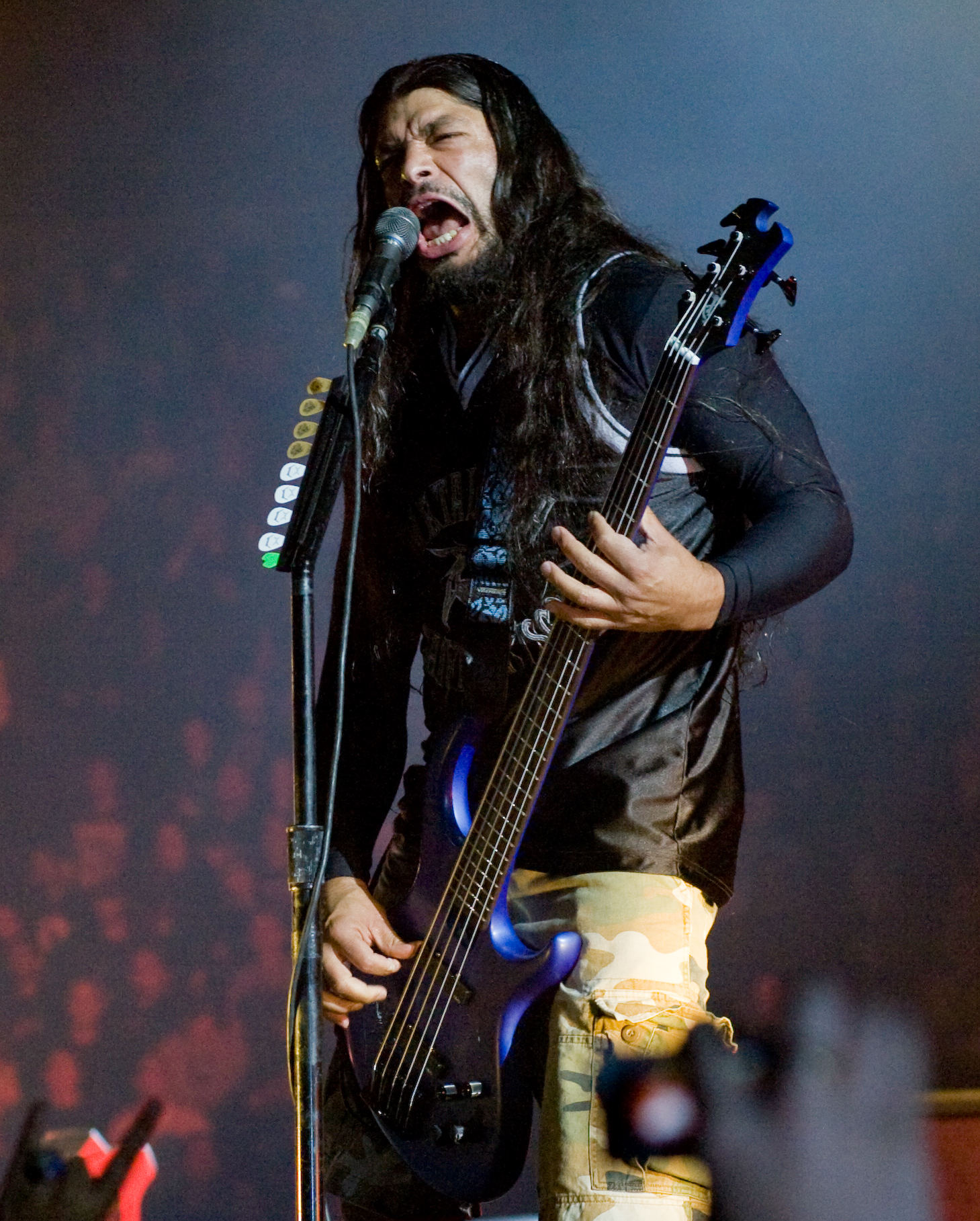
Robert Trujillo tocando em Londres em 2008.

- Boozed, Broozed, and Broken-Boned (DVD ao vivo) - 2002

Jerry Cantrell
- Degradation Trip - 2002
- Degradation Trip Volumes 1 & 2 - 2002

Infectious Grooves
- The Plague That Makes Your Booty Move…It's the Infectious Grooves - 1991
- Sarsippius' Ark - 1993
- Groove Family Cyco - 1994
- Mas Borracho - 2000

Suicidal Tendencies
- Controlled By Hatred/Feel Like Shit...Déjà Vu - 1989 (creditado como "Stymee")
- Lights...Camera...Revolution! - 1990
- The Art of Rebellion - 1992
- Still Cyco After All These Years -1993
- Suicidal for Life - 1994
- Prime Cuts - 1997

Glenn Tipton
- Baptizm of Fire - 1997

Mass Mental
- How to Write Love Songs - 1999
- Live in Tokyo - 2001

Ozzy Osbourne
- Down to Earth - 2001
- Blizzard of Ozz relançamento - 2002
- Live at Budokan - 2002

Metallica
- Death Magnetic - 2008
- Lulu (2011)
- Hardwired...to Self-Destruct (2016)
- 72 Seasons (2023)

## Videografia
- 2003 - St. Anger bonus DVD ao vivo
- 2005 - Some Kind of Monster Documentário do Metallica
- 2006 - The Videos 1989-2004 DVD de Compilação de vídeos
- 2009 - Français Pour Une Nuit DVD ao vivo em Nimes
- 2009 - Orgulho, Paixão e Glória: Três Noites na Cidade do México DVD ao vivo na Cidade do México
- 2010 - The Big 4 Live from Sofia, Bulgaria DVD ao vivo em Sofia juntamente com Anthrax, Megadeth e Slayer
- 2012 - Quebec Magnetic DVD ao vivo em Quebec